# MEMO1
MEMO1 (англ. Mediator of cell motility 1) – білок, який кодується однойменним геном, розташованим у людей на короткому плечі 2-ї хромосоми.  Довжина поліпептидного ланцюга білка становить 297 амінокислот, а молекулярна маса — 33 733.
| 10         |  | 20         |  | 30         |  | 40         |  | 50         |
| ---------- |  | ---------- |  | ---------- |  | ---------- |  | ---------- |
| MSNRVVCREA |  | SHAGSWYTAS |  | GPQLNAQLEG |  | WLSQVQSTKR |  | PARAIIAPHA |
| GYTYCGSCAA |  | HAYKQVDPSI |  | TRRIFILGPS |  | HHVPLSRCAL |  | SSVDIYRTPL |
| YDLRIDQKIY |  | GELWKTGMFE |  | RMSLQTDEDE |  | HSIEMHLPYT |  | AKAMESHKDE |
| FTIIPVLVGA |  | LSESKEQEFG |  | KLFSKYLADP |  | SNLFVVSSDF |  | CHWGQRFRYS |
| YYDESQGEIY |  | RSIEHLDKMG |  | MSIIEQLDPV |  | SFSNYLKKYH |  | NTICGRHPIG |
| VLLNAITELQ |  | KNGMNMSFSF |  | LNYAQSSQCR |  | NWQDSSVSYA |  | AGALTVH    |

A: Аланін

C: Цистеїн

D: Аспарагінова кислота

E: Глутамінова кислота

F: Фенілаланін

G: Гліцин

H: Гістидин

I: Ізолейцин

K: Лізин

L: Лейцин

M: Метіонін

N: Аспарагін

P: Пролін

Q: Глутамін

R: Аргінін

S: Серин

T: Треонін

V: Валін

W: Триптофан

Кодований геном білок за функцією належить до фосфопротеїнів. 
Задіяний у такому біологічному процесі як альтернативний сплайсинг. 